# كياثون سنغالي
كياثون سنغالي (الاسم العلمي:Cyathea singalanensis) هو نوع من النباتات يتبع جنس الكياثون من الفصيلة الكياثونية. سمي هذا النوع نسبةً إلى السنغال.